# Klavora
Klavora je priimek v Sloveniji, ki ga je po podatkih Statističnega urada Republike Slovenije na dan 1. januarja 2010 uporabljalo 111 oseb.

## Znani nosilci priimka
- Aldo Klavora (1903—1980), učitelj, režiser in igralec
- Boris Klavora (*1941), veslač
- Fedja Klavora (*1940), arhitekt, urbanist in politik
- Ferruccio Klavora (*1945), beneškoslovenski sociolog in narodni delavec
- Franjo Klavora (1899—1990), učitelj
- Hinko Klavora (1878—1969), učitelj
- Marjan Klavora, telovadec?
- Marko Klavora (*1979), zgodovinar, muzealec
- Maša Klavora, lokalna političarka in aktivistka v Posočju, direktorica fundacije Pot miru
- Miha Klavora (1905—1941), kapetan 1. raz., pilot JKVL
- Mitja Klavora (*1955), kriminalist
- Peter Klavora (*1939?), veslaški trener
- Peter Klavora (*1983), telovadec
- Rok Klavora (*1988), telovadec
- Slava Klavora (1921—1941), narodna herojinja
- Vasja Klavora (*1936), zdravnik kirurg, politik in zgodovinski publicist